# Sliders – Das Tor in eine fremde Dimension
Sliders – Das Tor in eine fremde Dimension ist eine US-amerikanische Science-Fiction-Fernsehserie, die in den Jahren 1995 bis 2000 von den Universal Studios produziert wurde.

## Inhalt

### Handlung
Der junge Physikstudent Quinn Mallory entwickelt ein Dimensionstor, das den Transfer zu parallelen Dimensionen ermöglicht. Zusammen mit seiner Freundin Wade Wells, dem Physikprofessor Maximilian Arturo und dem Soulsänger Rembrandt „Remmy“ Brown, genannt „Crying Man“, reisen sie in immer neue parallele Welten, die auf derselben Zeitebene liegen, aber andere geschichtliche Entwicklungen genommen haben. Folglich erleben sie ein Amerika, das immer noch unter der Herrschaft der britischen Krone steht oder von der Sowjetunion erobert wurde oder aber in dem die Dinosaurier nicht ausgestorben sind. Selbst in gefährlichen Situationen können sie keinen neuen Sprung durchführen, bevor die mit dem Timer gesetzte Frist abgelaufen ist.
Nach dem Tod von Prof. Arturo in der dritten Staffel stößt die Soldatin Captain Maggie Beckett als neue Kollegin zu den Sliders und es geht nicht mehr vorrangig um die Rückkehr nach Hause, sondern um die Verfolgung des verbrecherischen Colonel Angus Rickman (Roger Daltrey/Neil Dickson) quer durch die Dimensionen. Als Rickman am Ende der dritten Staffel stirbt, gelangen nur Wade und Remmy zurück in jene Dimension, aus der sie ursprünglich gekommen sind. Quinn und Maggie irren dagegen 3 Monate lang durch die Dimensionen, bevor sie ebenfalls heimkehren können.
Ab  der vierten Staffel gibt es ein neues Hauptziel, und zwar die Beschaffung der Anti-Kromagg-Waffe. Um dieses Ziel erreichen zu können, müssen die Sliders Quinns Bruder, Colin, sowie die leiblichen Eltern der beiden Brüder finden. Quinn und Colin wurden als Kinder aufgrund eines Krieges zwischen Kromaggs und Menschen bei Pflegeeltern auf parallelen Welten untergebracht. Schließlich muss die von ihren Eltern entwickelte Anti-Kromagg-Waffe beschafft werden. Die Mission scheitert jedoch.
Mit der fünften und letzten Staffel ändert sich das primäre Ziel erneut. Quinn verschmilzt aufgrund eines Experimentes von Dr. Oboron Geiger mit einem Double und Colin verschwindet zwischen den Dimensionen. Remmy, Maggie, der verschmolzene „Mallory“ und Dr. Diana Davis, die neu im Team ist, müssen also einen Weg finden, Mallory  zu trennen und Colin zu retten. Außerdem versuchen sie weiterhin, eine effektive Waffe gegen die Kromaggs zu finden.
Sliders hat ein offenes Ende. Man erfährt nie, ob Colin zurückkehrt, ob Mallory tatsächlich wieder getrennt werden kann und ob das in Rembrandts Blut injizierte Virus die Kromaggs auf Remmys Heimaterde (Erde 1) vernichten kann.

## Figuren
Quinn Michael MalloryQuinn Mallory ist ein junger Physikstudent aus San Francisco. Sein Pflegevater ist bei einem Verkehrsunfall ums Leben gekommen. In seinem Hobbykeller gelingt es ihm, eine Maschine zu entwickeln, mit deren Hilfe er in parallele Dimensionen reisen kann. Quinn Mallory entwickelt sich während der Reise zu einer Art Anführer der Sliders. Er fühlt sich verantwortlich für seine Freunde, die ohne ihn erst gar nicht in diese Lage gekommen wären. Durch einen Zwischenfall wird er mit einem Double von sich selbst verschmolzen.
Wade Kathleen WellsWade Wells arbeitete als Verkäuferin im „Doppler’s Computer Shop“. Sie hat eine ältere Schwester. Ihre Mutter ist verstorben, nur ihr Vater ist noch am Leben. Sie besuchte das „North Shore Junior College“, als sie Quinn Mallory kennenlernte und sich in ihn verliebte. Wie Prof. Arturo ist auch Wade ausgerechnet in dem Augenblick dabei, als das Dimensionstor sich öffnet und alles, was sich in der Nähe von Quinns Keller befindet, in ein Paralleluniversum schleudert. Wade ist das Herz des Sliders-Teams, eine Freundin, auf die sich alle verlassen können. Wade wurde, drei Jahre nachdem sie begonnen hatte zu sliden, von den Kromaggs in ein Brüter-Camp entführt.
Rembrandt Lee BrownRembrandt „Crying Man“ Brown war früher Sänger bei den Spinning Topps, einer erfolgreichen Soul-Band in den 1970ern. Remmy, wie ihn seine Freunde nennen, ist eigentlich durch einen Zufall mit seinem Cadillac in das Abenteuer geslidet. Wohl oder übel schloss er sich den Sliders an, um einen Weg nach Hause zu finden. Er entwickelte sich zu einem wichtigen Mitglied der Sliders und wurde zu einem Art Anker für die anderen. Rembrandt kann nicht schwimmen und liebt es zu angeln. Dieses Hobby teilt er sich mit Professor Arturo. Er ist der letzte Slider der ersten Stunde, aber noch voller Hoffnung, eines Tages nach Hause zu gelangen. Rembrandt wurde drei Jahre später von den Kromaggs in ein Umerziehungslager gebracht, er wird jedoch von Quinn und Maggie gerettet.
Prof. Maximilian P. ArturoProfessor Maximilian P. Arturo ist ein renommierter Atomphysiker und Dozent für Kosmologie und Ontologie an der Universität von Kalifornien. Er war verheiratet mit Christina Fox, sie starb aber im Alter von 27 Jahren. In Quinn hat der gebürtige Brite, der in San Francisco eine Gastprofessur übernommen hat, einen seiner begabtesten, aber auch unbequemsten Schüler gefunden. Arturo, der zu Eigensinn und Selbstgefälligkeit neigt, hat immer wieder Probleme damit, die Genialität seines Studenten anzuerkennen, die ihn schließlich in das größte und letzte Abenteuer seines Lebens stürzt. Er wird ca. 3 Jahre nach seinem ersten Slide von Colonel Rickman verletzt und opfert sich schließlich für seine Freunde.
Margeret „Maggie“ Allison BeckettUS-Marine Capt. Margeret Beckett ist zu den Sliders gestoßen, als diese auf ihrer Erde landeten und den dortigen Wissenschaftlern die Möglichkeit gaben, einige wenige Menschen auf eine parallele Erde zu evakuieren, bevor diese durch einen Pulsar zerstört wird. Einer dieser Wissenschaftler war auch Maggies Ehemann, der von ihrem Vorgesetzten, Col. Angus Rickman, getötet wurde, weil jener herausgefunden hatte, dass Rickman ein Mörder ist, der die DNA bestimmter Menschen braucht, um selbst zu überleben. Nachdem auch Arturo von Rickman erschossen wurde, schließt sich Maggie den Sliders an, um den Colonel durch die Dimensionen zu jagen.
Colin MalloryColin Mallory ist der Bruder von Quinn. Ihre Eltern sind Slider und die Brüder sind in verschiedenen Dimensionen aufgewachsen. Colin wuchs in einer Welt auf, die ohne Technologie auskommt. Einzig Colin interessiert sich für Technik, folglich experimentiert er mit Elektrizität und erfindet Windkraftanlagen. Die Sliders landen auf seiner Welt und Colin, der sich auf dieser Welt ohnehin nicht wohlfühlte, entschließt sich, ein Slider zu werden. Nach einigen Abenteuern passiert beim Sliden ein Unglück und Colin wird zwischen den Dimensionen gefangen. Seitdem versuchen Maggie und Remmy, ihn zu retten.
Quinn „Mallory“ MalloryMallory war lange Zeit auf einen Rollstuhl angewiesen. Doch dann tauchte ein Wissenschaftler namens Dr. Oboron Geiger auf. Er schaffte es mit Experimenten, einige DNA-Teile von „Quinn-Mallory-Doubles“ aus anderen Dimensionen in Mallorys Körper einzubauen. Durch einen Unfall verschmolz er mit dem aus der Serie bis dato bekannten Quinn Mallory zu einer Person. Zurück blieb Mallory, der anfangs noch einige Gedanken, Erinnerungen und Gefühle seines Doubles hat, aber schließlich wieder völlig er selbst wird. Für seine Kameraden Remmy und Maggie ist der Verlust von Quinn ein schwerer Schlag, weswegen sie sich auch weigern, ihren neuen Freund Quinn zu rufen und ihn stattdessen nur Mallory nennen. Anfangs tut er sich schwer, in einem Team zu arbeiten, aber mit der Zeit vertraut er seinen neuen Freunden mehr und mehr. Um das rückgängig zu machen, was man ihm angetan hat, slidet er mit Remmy, Maggie und Diana von Welt zu Welt, doch konnte er nicht mehr in die zwei ursprünglichen Quinns getrennt werden.
Dr. Diana DavisDr. Diana Davis war die Assistentin des Wissenschaftlers Dr. Oboron Geiger und half ihm bei seinen Experimenten mit Mallory. Da sie später den wahren Grund für die Experimente herausfand, schloss sie sich Remmy und Maggie an, um einen Weg zu finden, die beiden verschmolzenen Mallorys wieder zu trennen.

## Besetzung

### Haupt- und Nebendarsteller
Die Synchronisation entstand bei der Neue Tonfilm München Film- und Synchronproduktion GmbH.
| Rolle                   | Darsteller                                                            | Hauptrolle (Episoden) | Nebenrolle (Episoden)              | Synchronsprecher                                 |
| ----------------------- | --------------------------------------------------------------------- | --------------------- | ---------------------------------- | ------------------------------------------------ |
| Quinn Mallory / Mallory | Jerry O’Connell                                                       | 1.01–4.22             |                                    | Manou Lubowski                                   |
| Quinn Mallory / Mallory | Robert Floyd                                                          | 5.01–5.18             |                                    | Philipp Moog                                     |
| Wade Wells              | Sabrina Lloyd                                                         | 1.01–3.25             |                                    | Katrin Fröhlich                                  |
| Wade Wells              | Maria Stanton (Double) Sabrina Lloyd (Sprechrolle und Archivaufnahme) |                       | 5.11                               | Katrin Fröhlich                                  |
| Rembrandt Brown         | Cleavant Derricks                                                     | 1.01–5.18             |                                    | Randolf Kronberg                                 |
| Prof. Maximilian Arturo | John Rhys-Davies                                                      | 1.01–3.17, 3.20       |                                    | Wolfgang Hess                                    |
| Maggie Beckett          | Kari Wuhrer                                                           | 3.18–5.18             | 3.16–3.17                          | Elisabeth Günther                                |
| Colin Mallory           | Charlie O’Connell                                                     | 4.06–4.22             |                                    | Oliver Mink                                      |
| Dr. Diana Davis         | Tembi Locke                                                           | 5.01–5.18             |                                    | Claudia Lössl                                    |
| Conrad Bennish Jr.      | Jason Gaffney                                                         |                       | 1.01, 1.03–1.04, 2.13              | Florian Halm                                     |
| Michael Mallory         | John Walcutt                                                          |                       | 1.01, 3.14, 4.01, 4.09, 4.19, 4.22 | Ivar Combrinck                                   |
| Gomez Calhoun           | Will Sasso                                                            |                       | 1.02, 1.08, 2.03, 2.06, 2.10       | Jan Odle (Staffel 1) Torsten Münchow (Staffel 2) |
| Kolitar                 | Reiner Schöne                                                         |                       | 4.09, 4.18                         | Reiner Schöne                                    |
| Dr. Oberon Geiger       | Peter Jurasik                                                         |                       | 5.01–5.02, 5.17                    | Hartmut Reck                                     |

### Gastdarsteller
| Rolle             | Darsteller          | Episode | Synchronsprecher      |
| ----------------- | ------------------- | ------- | --------------------- |
| Caroline Fontaine | Jennifer Hetrick    | 1.04    | Susanne von Medvey    |
| Sid               | Jeffrey Dean Morgan | 2.04    | Gudo Hoegel           |
| Orakel            | Isaac Hayes         | 2.09    | Donald Arthur         |
| Mel Tormé         | Mel Tormé           | 2.10    | Herbert Weicker       |
| Dr. James Aldohn  | Robert Englund      | 3.11    | Ulrich Frank          |
| Tommy Chong       | Tommy Chong         | 3.24    | Joachim Höppner       |
| Renfield          | Danny Masterson     | 3.24    | Alexander Brem        |
| Susanna Morehouse | Susan Haskell       | 4.06    | Uta Kienemann-Zaradic |

## Produktion und Ausstrahlung
Die ersten beiden Staffeln der Serie wurden in Vancouver (Kanada) gedreht, das als Kulisse für San Francisco diente. In der dritten Staffel wechselte der Drehort nach Los Angeles, womit auch neue Schauplätze für die Handlung genutzt wurden. Außerdem kam es zu einem Wechsel in der Stammbesetzung, als sich John Rhys-Davies darüber beklagte, dass seine Figur des Prof. Arturo zu sehr im Hintergrund stand. Daher ließ man ihn in der Doppelfolge „Exodus“, nach einem von Rhys-Davies selbst verfassten Drehbuch, den Heldentod sterben. Seinen Platz übernahm Kari Wuhrer mit der Rolle der Maggie Beckett.

### Ausstrahlung in den USA
Sliders wurde vom amerikanischen Sender Fox ab dem 22. März 1995 im „Doppelpack“ mit der Kultserie Beverly Hills 90210 am Freitagabend ausgestrahlt. Dabei wurden die Folgen jedoch nicht in der ursprünglich geplanten Reihenfolge gezeigt. Mitten in der ersten Staffel wurde die Serie wegen der angeblich zu schlechten Einschaltquoten gestoppt, bis eine genauere Bewertung ergab, dass sie im Vergleich zu ähnlichen Sendungen doch recht gut waren. Danach setzte Fox die erste Staffel fort und gab eine zweite in Auftrag. Allmählich gewann Sliders einen immer größeren Anhängerkreis und entwickelte sich in den USA zu einer neuen Kultserie.
Nach der dritten Staffel wurde Sliders von Fox aus dem Programm genommen. Daraufhin kaufte der amerikanische Sender Sci-Fi Channel die Rechte an der Serie und produzierte eine vierte Staffel, die im Juni 1998 in den USA ausgestrahlt wurde. Jerry O’Connell fungierte dabei auch als Drehbuchautor und Produzent. Sabrina Lloyd als Wade Wells hatte sich inzwischen aus der Serie zurückgezogen, dafür wurde das Sliders-Team durch Charlie O’Connell ergänzt, den Bruder des Hauptdarstellers Jerry O’Connell, der  in der Serie als Quinns Bruder Colin Mallory auftrat. Im Juni 1999 startete die fünfte Staffel auf Syfy. Nun wurden die O’Connell-Brüder durch die Neueinsteiger Robert Floyd und Tembi Locke ersetzt, so dass nur noch Cleavant Derricks alias Rembrandt von der Originalbesetzung übrig geblieben war.

### Ausstrahlung in Deutschland
In Deutschland wurde Sliders – Das Tor in eine fremde Dimension erstmals ab dem 2. November 1997 durch den Sender RTL ausgestrahlt. Da der Sendeplatz am Nachmittag häufig durch Formel-1-Übertragungen belegt war, verschleppte sich die Ausstrahlung bis zum 24. Januar 1999, als mit Folge 48 die dritte Staffel abgeschlossen wurde. Aus Jugendschutzgründen wurden vier Folgen dieser Staffel erst gegen Mitternacht gezeigt. Ab dem 24. Oktober 1999 wurde auf RTL die vierte Staffel ausgestrahlt. Ab dem 3. März 2001 wurde Sliders nicht mehr von RTL, sondern von RTL II ausgestrahlt. RTL II stellte die Serie am 2. März 2002 nach drei Staffeln wieder ein. Ab dem 17. Januar 2004 und nach vier Jahren Wartezeit fand die fünfte Staffel bei RTL den Weg ins Fernsehen.
Im Bezahlfernsehen lief die Serie bis zum 7. November 2006 auf dem Syfy-Kanal von Premiere. Eine weitere Ausstrahlung folgte mit der kompletten fünften Staffel ab dem 3. Dezember 2006 (samstags und sonntags).
Im Jahr 2007 kehrte Sliders wieder zurück ins deutsche Free-TV. Kabel eins strahlte alle fünf Staffeln zum ersten Mal am Stück aus, da sowohl RTL als auch RTL II die Staffeln bislang nur stückweise und nie komplett in einem Durchlauf gesendet hatten. Die Episoden waren jeweils samstags gegen 13:25 Uhr zu sehen, mit Ausnahme der vier Episoden aus der dritten Staffel, die Anfang Januar nachts gesendet wurden. Der Sender strahlte im Gegensatz zu RTL die Episode „Blutige Erde“ aus der 5. Staffel am Samstagnachmittag aus. RTL zeigte diese im Jahr 2004 im Nachtprogramm. Tele 5 übertrug die Serie von August 2013 bis September 2015. Vom 7. August 2016 bis 5. Februar 2017 lief Sliders auf dem Sender RTL Nitro. Unter dem neuen Sendernamen Nitro nahm der Kanal die Serie ab dem 20. September 2017 zu nächtlicher Stunde wieder in sein tägliches Programm auf und zeigte jeweils zwei Episoden.

### Staffeln
In der ersten Staffel beginnt die Reise der vier Sliders. Dabei bereisen sie in 9 Episoden viele parallele Erden. Die Episoden der ersten Staffel wurden 1995 in einer anderen Reihenfolge erstausgestrahlt als geplant. Diese Reihenfolge hat Fox gewählt, um mehr Zuschauer anzulocken. Dies macht sich bemerkbar, wenn man den Beginn von Episode 5 „Der korrupte Sheriff – Prince of Wails“ betrachtet, welcher eigentlich die Lösung der Gefahr aus „Reise durch das Zeitloch – Summer of Love“ (Episode 6) liefert. Die ursprünglich geplante Reihenfolge der Episoden der 1. Staffel findet sich hier:
Gegen Ende der zweiten Staffel (1996) treffen die Sliders erstmals auf die Kromaggs, welche zu den Hauptgegnern der vierten und fünften Staffel werden. Wie schon in Staffel 1 hat Fox die Reihenfolge der Ausstrahlung abgeändert. Staffel 2 hat insgesamt 13 Folgen.
Ab dem Zweiteiler „Exodus“ in Staffel 3 (1996–1997) kommt Kari Wuhrer (als Maggie Beckett) neu ins Team der Sliders und John Rhys-Davies (als Prof. Arturo) verlässt die Serie. Da man die Episode „Verbotene Zonen“ vor „Exodus“ drehte, aber erst später zeigte, wurde sie als Rückblende in Form von Wades Erinnerungen gezeigt. Die 4 Episoden „Tödliches Spiel“, „Die Traumkiller“, „Endzeit“ und „Monsterbrut“ wurden von RTL aus FSK-Gründen erst nach 22 Uhr gezeigt.
Mit Staffel 4 (1998–1999) wechselte die Serie von Fox zum SciFi-Channel. Sabrina Lloyd alias Wade Wells verließ die Serie, dafür kam Charlie O’Connell (Bruder von Jerry O’Connell) als Colin Mallory (Bruder von Quinn Mallory) neu ins Sliders-Team. Die 4. Staffel lief vor der Ausstrahlung in den USA bereits in Großbritannien, Australien und Kanada.
In der 5. Staffel (1999–2000) gab es erneute Änderungen im Hauptcast. Robert Floyd ersetzte Jerry O’Connell in seiner Rolle als Quinn Mallory; Tembi Locke kam im Austausch mit Charlie O’Connell und spielte Dr. Diana Davis. In Deutschland wurde die Episode „Blutige Erde“ aus FSK-Gründen von RTL erst in der Nacht gezeigt.

## Heimkino-Veröffentlichungen
Alle fünf Staffeln der Serie sind inzwischen auf DVD veröffentlicht worden. Erschienen sind die Boxen für die Regionen 1, 2 und 4. Bei der RC2-Fassung wurde in Frankreich eine Extra-Box mit einer zusätzlichen französischen Tonspur veröffentlicht. Außerdem sind bei eBay schon Region-0-Boxen aufgetaucht, die über chinesische Untertitel verfügen. In Deutschland hat die Firma Koch Media GmbH die Serie mit deutschem Ton herausgegeben. Die Box mit den ersten beiden Staffeln ist seit dem 22. Februar 2008 erhältlich. Die Box mit der dritten Staffel gibt es seit dem 20. Juni 2008. Die vierte Staffel ist am 5. Dezember 2008 und die letzte Season am 13. März 2009 auf DVD erschienen. Erstmals wurde in Deutschland damit eine Staffel vor allen anderen Ländern veröffentlicht. Im Jahr 2008 haben auch Ungarn und Spanien entsprechende Versionen auf den Markt gebracht.
Das Label Turbine Medien aus Münster veröffentlichte außerdem die komplette Serie am 16. September 2016 in Deutschland als Limited Edition auf Blu-Ray, wobei die einzelnen Folgen allerdings nicht in HD überarbeitet wurden und lediglich in SD-Qualität vorliegen (SD on Blu-ray).

## Comics
Der US-Verlag Acclaim Comics veröffentlichte auf der Fernsehserie basierende Comics. Die Charaktere im Comic entsprechen genau denen der Fernsehserie. Die Storys sind sehr nahe angelehnt an der Fernsehserie, sie haben jedoch eigenen Inhalt. Es existieren vier Miniserien:
Sliders: Nr. 1 – 2 (Juni 1996 – Juli 1996) – unter dem Label Armada
Sliders: Ultimatum: Nr. 1 – 2 (August 1996 – September 1996) – ab hier unter dem eigenen Label Acclaim Comics
Sliders: Darkest Hours: Nr. 1 – 3 (Oktober 1996 – Dezember 1996)
Sliders Special: Nr. 1 – 3 (November 1996 – März 1997)
Die Story für Sliders Special Nr. 1 mit dem Titel „Narcotica“ hat Jerry O’Connell selbst geschrieben.

## Sonstiges
- In der Episode „Die Wasserhexe“ (Staffel 3 Folge 6) ist Gastdarsteller Ken Steadman während der Dreharbeiten in einem Buggy tödlich verunglückt.[15]
- In einem Interview[16] erwähnte Jerry O’Connell, dass Serienschöpfer Tracy Tormé über ein mögliches Reboot nachdenkt und dass Jerry sehr gern wieder in die Rolle als Quinn Mallory zurückkehren würde.
- Am 12. Juli 2021 wurde von Tracy Tormé bestätigt[17], dass er an einer Fortsetzung beziehungsweise einem Reboot arbeitet. Der Cast soll aus einer Mischung aus alten und neuen Darstellern bestehen.
- Jerry animierte im März 2016 seine Fans in einem Video-Interview[18] auf der WonderCon dazu, eine Petition ins Leben zu rufen, um für eine Rückkehr der Serie zu kämpfen. Die besagte Unterschriftenaktion[19] startete noch im selben Monat.
- Neben zahlreichen Umstrukturierungen im Produktionsteam wurde auch oftmals der Vorspann verändert. Bildmontage und -Reihenfolge, Musik, Effekte und die von Mallory gesprochene Einleitung wechselten alleine während der ersten drei Staffeln mindestens zehn Mal.
- Rembrandt-Darsteller Cleavant Derricks spricht im „Making of“ (Disc 6/Staffel 1) darüber, dass die Einführung der Kromaggs „wohl eine der schlechtesten Ideen war“. Dennoch blieb er als einziger Darsteller von Anfang bis Ende der Serie treu.
- Im selben „Making of“ berichtet O’Connell über die Verwunderung seiner Kollegen bei Crossing Jordan über seine große Fangemeinde. Er begründete dies mit seiner Rolle in Sliders.
- Der Film Parallels – Reise in neue Welten greift eine ähnliche Story auf und sollte unter dem Titel The Building[20] in Serie gehen, die Serie wurde aber nicht realisiert.[21]